# Гарре, Бенхамин
Бенхами́н Анто́нио Гарре́ (исп. Benjamín Antonio Garré; род. 11 июля 2000, Буэнос-Айрес) — аргентинский футболист, нападающий бразильского клуба «Васко да Гама».

## Биография
Бенджамин Гарре родился 11 июля 2000 года в Буэнос-Айресе. В возрасте 5 лет мать Жаклин отвела его в клуб «Вильярреал—Версаль», потому что он играл дома в футбол 24 часа в сутки, подвергая опасности свой дом. Вскоре его начинают замечать, и он в возрасте 7 лет переходит в клуб «Атлетико Велес Сарсфилд», в котором оставался до 2016 года.
Его дед — Оскар Гарре — чемпион мира по футболу 1986 года. Все его родственники по мужской линии (за исключением среднего сына Оскара) в разные годы выступали за «Уракан»: отец (сын Оскара) — Эмилиано Гарре, брат-близнец Оскара — Эсекьель Гарре (старший сын Оскара), а также дядя Леонардо Орси (крёстный отец и брат его матери Жаклин).
9 января 2023 года Гарре сыграл свадьбу с моделью Луаной Мальфитано, а годом ранее — в феврале 2022 года — у них родилась дочь Амира.

## Клубная карьера
Гарре — воспитанник клуба «Велес Сарсфилд». В июне 2016 года он подписал контракт с английским клубом «Манчестер Сити». Для получения игровой практики Бенхамин выступал за молодёжную команду «горожан» (61 матч и 14 голов), в том числе в юношеской лиге УЕФА. Перед началом сезона 2018/19 он отправился с «Сити» в предсезонное турне по США и в рамках международного кубка чемпионов провёл свой первый матч за основной состав против дортмундской «Боруссии» — заменив на 73 минуте Фила Фодена. А также выходил на замену в матчах против «Ливерпуля» и «Баварии».
В начале 2020 года Гарре вернулся на родину, подписав контракт с «Расингом». 28 февраля в матче против «Ньюэллс Олд Бойз» он дебютировал в аргентинской Примере. 24 сентября в поединке Кубка Либертадорес против перуанского «Альянса Лима» Бенхамин забил свой первый гол за «Расинг». В 2021 году травма левого колена выбила его из игры на семь месяцев и пришлось начинать всё сначала.
Летом 2022 года Гарре перешёл в «Уракан» на правах аренды. 11 июня в матче против «Росарио Сентраль» он дебютировал за новую команду. 25 июля в поединке против «Колона» Бенхамин забил свой первый гол за «Уракан».
В январе 2023 года Гарре перешёл в российский клуб «Крылья Советов», подписав контракт на 3,5 года. Сумма трансфера составила 1,75 млн евро. 23 февраля в поединке Кубка России против московского «Динамо» Бенхамин дебютировал за основной состав. 5 марта в матче против московского «Динамо» он дебютировал в РПЛ. 7 мая в поединке против «Краснодара» Бенхамин забил свой первый гол за «Крылья Советов». 
Всего за сезоны 2022/23 и 2023/24 Бенхамин забил 11 мячей и сделал четыре голевые передачи.
Однако в сезоне 2024/25 у Бенхамина случился спад в игре, в первой половине чемпионата он забил всего один гол с пенальти в четырнадцати матчах, и не сделал ни одной голевой передачи. Он стал всего лишь десятым по количеству минут на поле из игроков «Крыльев Советов» (при этом Бенхамин пропустил три матча чемпионата по причине травмы). В ноябре 2024 года в раздевалке команды случился конфликт между легионерами (включая и Гарре) и российскими игроками «Крыльев Советов», которые обвинили иностранцев в недостаточной самоотдаче во время матчей.
20 февраля 2025 года перешёл в бразильский клуб «Васко да Гама» за три миллиона евро.

## Международная карьера
В 2015 году стал бронзовым призёром чемпионата Южной Америки 2015 в возрасте до 15 лет.
В 2017 году Гарре принял участие в юношеском чемпионате Южной Америки в Чили. На турнире он сыграл в матчах против сборных Венесуэлы, Парагвая, Перу и Бразилии.

## Достижения
Международные
Сборная Аргентины по футболу (до 15 лет)
- Бронзовый призёр: 2015

Личные
- В списках 33 лучших футболистов чемпионата России (1): № 2 — 2023/24

## Клубная статистика
| Выступление         | Выступление      | Выступление      | Лига | Лига | Кубки | Кубки | Международные | Международные | Итого | Итого |
| Клуб                | Лига             | Сезон            | Игры | Голы | Игры  | Голы  | Игры          | Голы          | Игры  | Голы  |
| ------------------- | ---------------- | ---------------- | ---- | ---- | ----- | ----- | ------------- | ------------- | ----- | ----- |
| Расинг (Авельянеда) | Примера А        | 2019/20          | 2    | 0    | 6     | 0     | 6             | 1             | 14    | 1     |
| Расинг (Авельянеда) | Примера А        | 2021             | 11   | 1    | —     | —     | —             | —             | 11    | 1     |
| Расинг (Авельянеда) | Примера А        | 2022             | —    | —    | 6     | 1     | 1             | 0             | 7     | 1     |
| Расинг (Авельянеда) | Итого            | Итого            | 13   | 1    | 12    | 1     | 7             | 1             | 32    | 3     |
| → Уракан            | Примера А        | 2022             | 26   | 4    | —     | —     | —             | —             | 26    | 4     |
| → Уракан            | Итого            | Итого            | 26   | 4    | —     | —     | —             | —             | 26    | 4     |
| Крылья Советов      | Премьер-лига     | 2022/23          | 13   | 3    | 5     | 0     | —             | —             | 18    | 3     |
| Крылья Советов      | Премьер-лига     | 2023/24          | 15   | 8    | 5     | 0     | —             | —             | 20    | 8     |
| Крылья Советов      | Итого            | Итого            | 28   | 11   | 10    | 0     | —             | —             | 38    | 11    |
| Всего за карьеру    | Всего за карьеру | Всего за карьеру | 67   | 16   | 22    | 1     | 7             | 1             | 96    | 18    |

1. ↑  «Крылья Советов» выкупили 50% прав на игрока, так как сумма отступных в контракте составляла 13 млн евро. А из уплаченной самарским клубом суммы 25% (437,5 тыс. евро) достанется «Манчестер Сити»
2. ↑  В графу «Кубки» входят игры и голы в национальных кубках, кубках лиги и суперкубках